# 湖南铁道职业技术学院
27°52′49″N 113°07′42″E / 27.880413°N 113.128195°E
湖南铁道职业技术学院，位于湖南省株洲市田心社区，为湖南省高等专科大学，经费开支隶属于中国南方机车车辆工业集团公司，教育事业隶属于湖南省教育厅。

## 历史
1951年，“湖南铁道职业技术学院”的前身建立。
2000年，“株洲铁路电机学校”和“铁道部工业职工大学”两个学校合并，组建了“湖南铁道职业技术学院”。现今，湖南省人民政府正在协调湖南铁道职业技术学院与同位于株洲市的湖南工业大学科技学院、湖南铁路科技职业技术学院合并转设为职业本科高校湖南铁道职业技术大学。

## 学校院系
湖南铁道职业技术学院开设了8个院系，2个中心，开办高职专业（方向）41个。
- 院：设有铁道牵引与动力学院、铁道供电与电气学院、铁道车辆与机械学院、铁道通信与信号学院、铁道运营与管理学院5个二级学院及思政课部、体育课部、继续教育学院。[1]
- 中心：实训中心、培训中心[1]

## 学校文化

### 校训
明德、弘毅、博学、笃行

### 校风
团结、勤奋、严谨、求实

### 学校精神
和、搏、乐

## 奖项
湖南铁道职业技术学院先后荣获“全国职业教育先进单位”、“全国军民共建社会主义精神文明先进单位”、“湖南省党建工作先进高校”、“湖南省文明标兵单位”等荣誉奖项。